# O’Kane-Gletscher
Der O’Kane-Gletscher ist ein 24 km langer Gletscher im ostantarktischen Viktorialand. Er fließt von der Ostwand der Eisenhower Range zwischen Mount Baxter und dem Eskimo Point in südöstlicher Richtung zur Einmündung des Priestley- und Corner-Gletschers in den nördlichen Abschnitt der Nansen-Eistafel.
Das Advisory Committee on Antarctic Names benannte ihn 1968 gemeinsam mit dem O’Kane Canyon am Kopfende des Gletschers nach dem neuseeländischen Fotografen H. D. O’Kane, der von 1961 bis 1962 auf der Scott Base stationiert war.